# Крысов, Василий Семёнович
Васи́лий Семёнович Кры́сов (31 декабря 1922, Крысовы, Вятская губерния — 27 мая 2013, Киров) — советский офицер, танкист-ас, ветеран Великой Отечественной войны, полковник запаса. Служил артиллеристом-самоходчиком. За годы войны уничтожил 19 танков, в том числе 8 «Тигров» и одну «Пантеру». Три раза горел в боевых машинах.

## Биография
Родился 31 декабря 1922 года в деревне Крысовы (ныне — Оричевского района Кировской области). Отец Семён Васильевич Крысов работал директором Истобенского овощеперерабатывающего завода. Мать — Афанасья Фёдоровна Крысова (Тупицына), крестьянка.

### В годы Великой Отечественной войны
После начала войны добровольцем попросился на фронт. В июле 1942 года окончил Челябинское высшее танковое командное училище.
После окончания училища назначен в 158-ю танковую бригаду на должность командира взвода. Воевал на танке КВ-1с, затем на СУ-122, СУ-85 и в конце войны — командир роты Т-34-85.
Участие на фронтах в боевых действиях:
1. С 5 августа 1942 года по январь 1943 года: Сталинградская битва, командир тяжёлого танка КВ-1с 158-й танковой бригады Сталинградского фронта
2. С марта 1943 г. по 30 сентября 1943 года: командир взвода самоходных артиллерийских установок СУ-122 1454-го самоходного артиллерийского полка Центрального фронта:
  - с 5 по 12 июля 1943 год — оборонительный период Курской битвы;
  - с 12 июля по 23 августа 1943 года — наступательный период Курской битвы по плану «Кутузов»;
  - с 23 августа по 30 сентября 1943 г. — Черниговско-Припятская операция
3. С октября 1943 г. по 31 декабря 1943 г.: командир взвода самоходно-артиллерийских установок СУ-85 1454-го самоходно-артиллерийского полка 3-й гвардейской танковой армии 1-го Украинского фронта:
  - 25 августа — 23 декабря 1943 г. — Битва за Днепр;
  - с 13 ноября по 22 декабря 1943 г. — Киевская наступательная операция;
  - с 22 декабря 1943 г. — Житомирско-Бердичевская операция;
  - с 1 января 1944 г. — госпиталь № 5801 после тяжелого ранения.
4. С марта 1944 г. по 29 июля 1944 г.: командир батареи самоходно-артиллерийских установок СУ-85 1295-го самоходно-артиллерийского полка 47-й армии 1-го Белорусского фронта:
  - 15 марта по 5 апреля 1944 г. — Полесская наступательная операция;
  - с 23 июня до ранения 29 июля 1944 г. — Белорусская наступательная операция.
5. Командир батареи самоходно-артиллерийских установок СУ-85, затем — командир роты танков Т-34-85 1435-й самоходно-артиллерийского полка (затем 1435-й отдельный танковый батальон) 11-й гвардейской армии Белорусского фронта:
  - 13 — 27 января 1945 года — Инстербургско-Кёнигсбергская операция;
  - 13 января — 25 апреля 1945 года — Восточно-Прусская операция;
  - 6-9 апреля 1945 г. — Кёнигсбергская операция.

27 августа 1943 года во время Черниговско-Припятской операции экипаж Крысова одним из первых ворвался в деревню Посадка, где огнём с коротких остановок уничтожил одно орудие, 6 подвод с грузами, две автомашины и до 150 солдат и офицеров противника. За этот эпизод был награждён орденом Красной Звезды (14 сентября 1943).
20 ноября 1943 года 1454-й самоходно-артиллерийский полк оборонял город Брусилов. Взвод лейтенанта Крысова (две СУ-85) стоял на опушке леса со стороны села Морозовка. В этот день на участке 500 метров, где окопался стрелковый батальон, два 45-миллиметровых орудия и миномётная рота, в направлении Корнин — Брусилов — Киев наносила главный удар крупная танковая группировка вермахта. На рассвете в атаку выдвинулись 20 тяжёлых танков «Тигр» и три цепи немецкой пехоты. Лейтенант Крысов, не вступая в открытый бой, зашёл на максимальной скорости во фланг немецких танков. В течение 10 минут самоходка лейтенанта Крысова (наводчик — сержант Валерий Королёв) сожгла 8 «Тигров». Остальные танки отошли за высоту, с которой начинали свою атаку. За этот подвиг не был награждён, однако родителям Крысова было отправлено 4000 руб, по 500 руб. за каждый уничтоженный танк.
Через три дня, 23 ноября, в районе деревни Ястребня уничтожил ещё три танка противника. Затем 24 декабря экипаж Крысова записал на боевой счёт ещё один танк. 26 декабря был ранен.
День Победы встретил в Кёнигсберге. За годы войны уничтожил 19 танков, в том числе 8 «Тигров» и одну «Пантеру». Три раза горел в боевых машинах.

### Послевоенные годы
После войны служил на командных и штабных должностях. В 1958 году с отличием окончил Военную академию бронетанковых и механизированных войск имени И. В. Сталина в Москве, но через три года в звании подполковника уволился в запас по состоянию здоровья. С 1961 года, находясь сначала в запасе, а потом в отставке, до 70 лет работал, в основном, в области механизации строительных работ. В 2000 году присвоено звание полковника.
С 1970-х годов занимался историческими исследованиями событий Великой Отечественной войны. Предложил свою версию о количестве общих людских потерь СССР — 32 миллиона 912 тысяч человек — исходя из численности населения в стране до войны и после её окончания. Выступал в школах и других учебных заведениях.
Сын Григорий также окончил Челябинское высшее танковое командное училище, военный. Есть внуки.
Умер 27 мая 2013 года в г. Кирове. Похоронен на своей малой родине в Истобенске Оричевского района Кировской области.

## Награды
- Орден Отечественной войны I (6 апреля 1945) и II (12 января 1944) степеней
- три ордена Красной Звезды (??, 14 сентября 1943, 16 июля 1944)
- более 20 медалей, в том числе
  - «За оборону Сталинграда»
  - «За боевые заслуги»
  - «За победу над Германией»
  - «За взятие Кёнигсберга»
  - «За освобождение Варшавы»[7].

## Избранные сочинения
- Крысов В. С. Зигзаги войны. — Кишинев: самиздат, 2001. — 20 000 экз.
- Крысов В. С. [militera.lib.ru/memo/russian/krysov_vs/index.html «Батарея, огонь!» На самоходках против «тигров»]. — М.: Эксмо, 2007. — 448 с. — (Война и мы. Окопная правда). — 5100 экз. — ISBN 978–5–699–20986–6.
- Большое количество очерков в региональных изданиях об однополчанах.
- Стихи.